# Ort (zámek)
Zámek Ort (německy Schloss Ort ale i Schloss Orth) je zámek, který se nachází na ostrově Travenského jezera, v obci Gmunden v rakouské spolkové zemi Horní Rakousko.

## Dějiny
Původní hrad byl založen roku 1080 Hartnidem z Ortu. Další přestavby proběhly ve 13. století, mezi nimi jmenujme například tu na podnět Hartnida V. z roku 1244. V roce 1344 hrad koupili bratři Fridrich a Reinprecht I. z Wallsee, (od 25. ledna 1350 byl majitelem pouze Fridrich). Hrad zůstal v držení pánů z Wallsee do roku 1483, kdy hrad Ort přešel na císaře Bedřicha III.

## 1484-1689

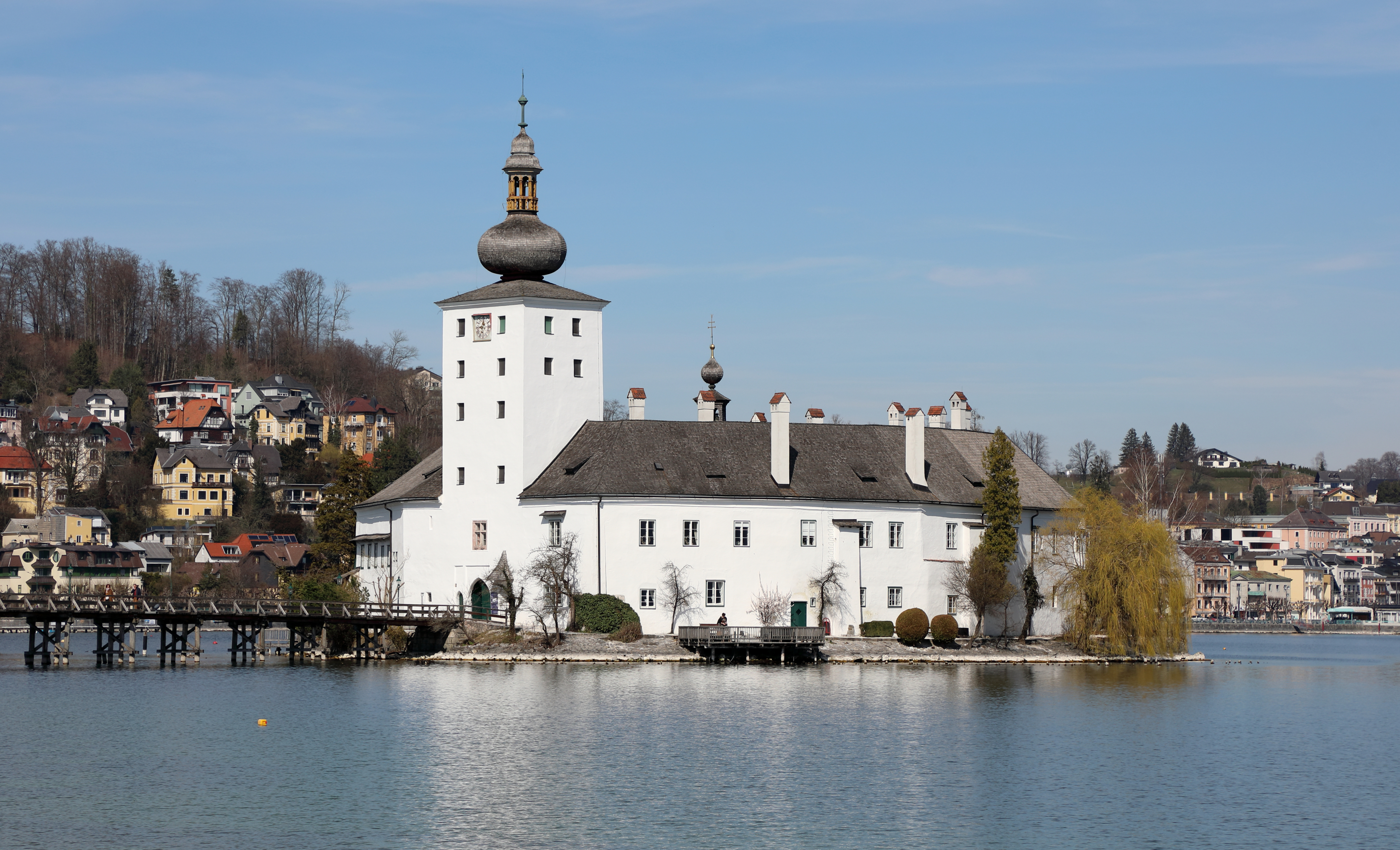
Vodní zámek

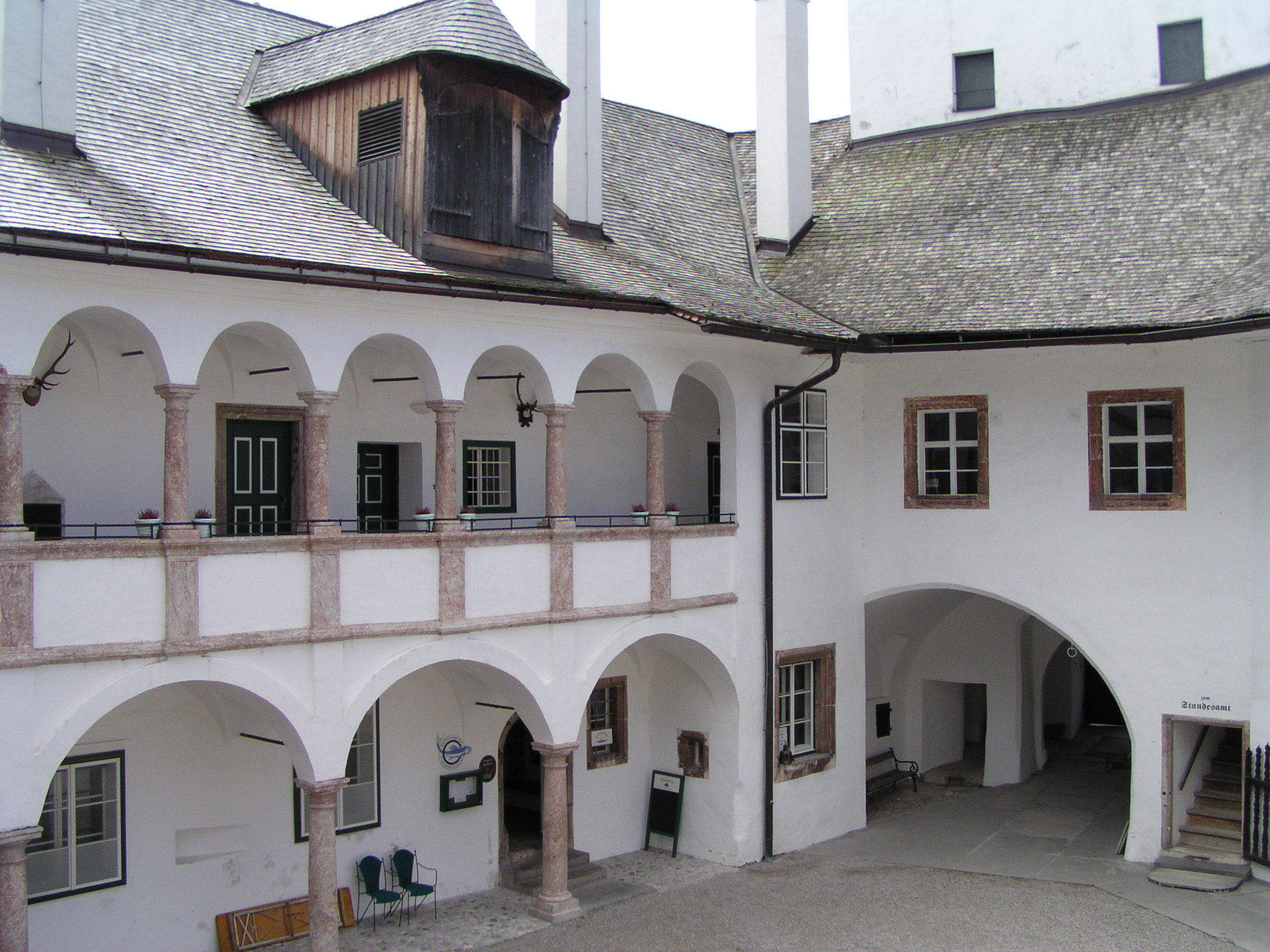
Nádvoří zámku

V letech 1484 až 1491 zámek spravoval Gotard ze Starhenberku, místodržící Horních Rakous. V letech 1492 až 1584 vlastnil zámek Bernard ze Starhenberku a jeho potomci. V roce 1588 zámek koupil Weikhard svobodný pán z Pollheimu, ten však zámek prodal 6. dubna 1595 obci Gmunden, která zámek téhož roku prodala císaři Rudolfovi II. Poté zámek přešel na další majitele, než byl nakonec zakoupen císařem Leopoldem I.

## Novodobé dějiny

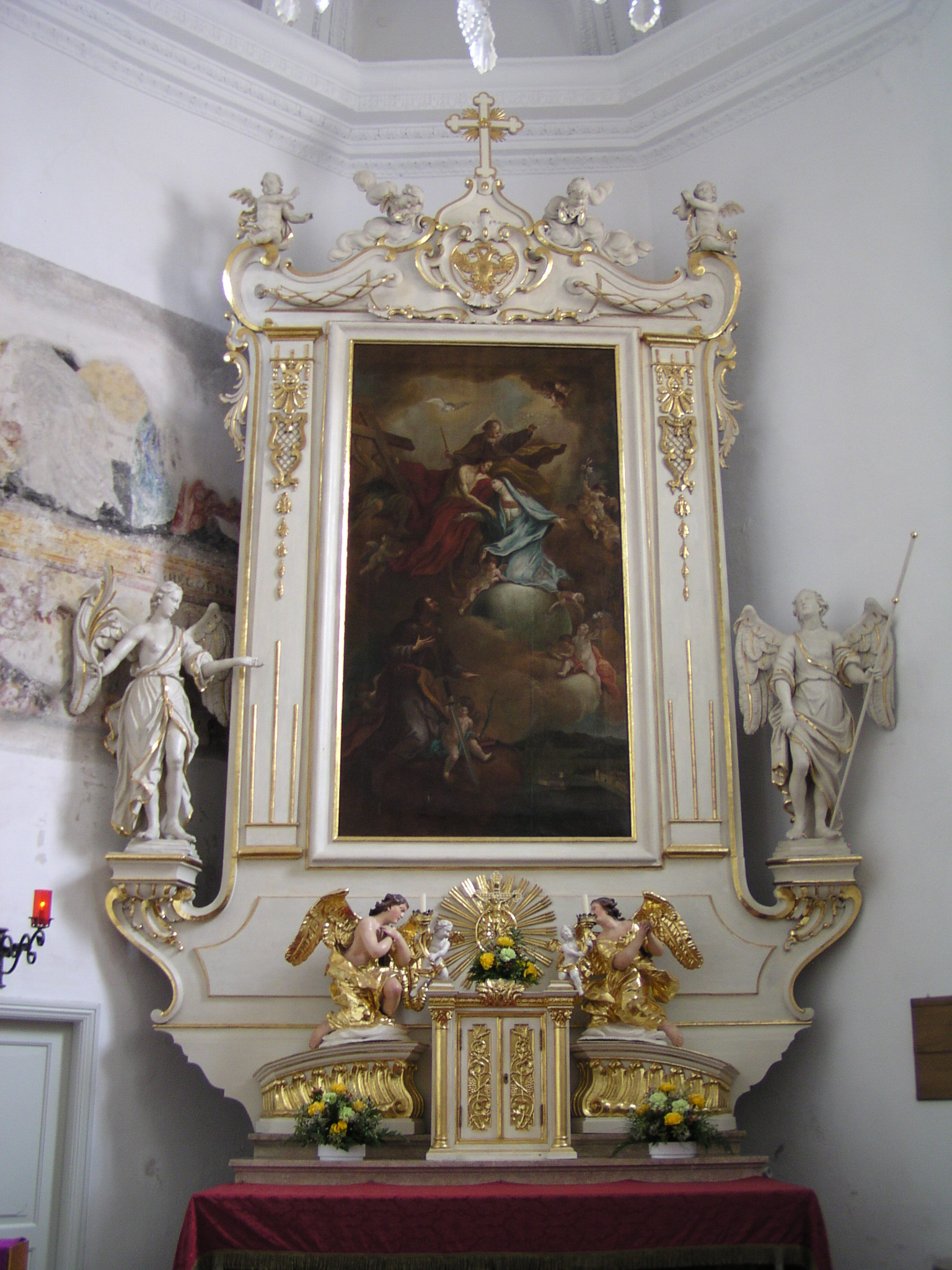
zámecká kaple Nanebevzetí Panny Marie

Roku 1876 zámek koupil arcivévoda Jan Salvátor Toskánský (1852 - 1911), desátý a poslední potomek toskánského velkovévody Leopolda II. a jeho druhé manželky Marie Antoniety Neapolsko-Sicilské, která na zámku dožila svůj život. Jan Salvátor zámek dal v interiérech radikálně přestavět a usadil se v něm poté, co odešel z armády. 6. října 1889 se vzdal svého šlechtického titulu a příslušnosti k sekundogenituře Habsburské císařské rodiny a změnil si podle názvu zámku jméno na Johann Orth. Roku 1890 se svou nerovnorodou manželkou, herečkou Mili Stubelovou odcestoval do Jižní Ameriky na své lodi St. Margaret. Jan Nepomuk Salvátor byl považován za zmizelého v roce 1890 na moři a roku 1911 prohlášen za mrtvého, ovšem přesné datum jeho smrti není známo.
Zámek roku 1914 koupil císař František Josef I., aby jej žáci místních škol mohli navštěvovat; jeho záměr se pro vypuknutí první světové války nerealizoval a byl zde zřízen vojenský Lazaret.
Zámek v letech 1919 až 1973 nebyl udržovaný. V současné době zámek slouží jako studijní centrum Spolkového ministerstva zemědělství a lesnictví (Bundesministeriums für Land- und Forstwirtschaft). 5. ledna 1995 byl zámek oficiálně koupen městem Gmunden.
Od roku 1996 se zde natáčel TV seriál Schlosshotel Orth.